# Nicolai Simon
Nicolai Simon (Malsch, Baden-Wurtemberg, 3 de enero de 1987) es un jugador alemán de baloncesto. Mide 1,90 metros de altura y ocupa tanto la posición de Base como la de Escolta. Pertenece a la plantilla del SSV Lokomotive Bernau de la ProB alemana. Es internacional absoluto con Alemania.

## Carrera profesional
Dio sus primeros pasos en el Grüner Stern Keltern y en el BG Region Karlsruhe, con el que fue campeón de liga en categoría Sub-16 en 2002. Después fichó en 2002 por el Team Ehingen Urspring. Con tan solo 16 años debutó en el primer equipo de la 2. Basketball Bundesliga Sur, ganándose en poco tiempo el puesto de titular. Siguió jugando en las categorías inferiores del club y se proclamó campeón de liga de la categoría sub-16 en 2004. En 2005, ganó la liga, pero esta vez en categoría Sub-18 y ya promediaba 33 min por partido con el primer equipo, siendo uno de los mejores, con 12 puntos, 3,5 rebotes y 3 asistencias por partido.
Al año siguiente siguió mejorando sus números y se convirtió en el líder del equipo. En 2006 fichó por el ALBA Berlín, donde fue una pieza importante. Tenía doble licencia, también jugaba en el TuS Lichterfelde, con él en que en su primera temporada descendió a la ProB. Con el primer equipo promedió 12 min por partido y fue nombrado Novato del Año de la Basketball Bundesliga. Era considerado uno de los mejores jugadores alemanes de su generación.
En la temporada 2008-2009 volvió al Team Ehingen Urspring. Para la temporada 2009-2010 fichó por el Finke baskets Paderborn, con el que no pudo evitar el descenso a la 2. Basketball Bundesliga. En 2010 firmó un contrato de dos años con el Walter Tigers Tübingen, con el que en su segunda temporada en 29 partidos, promedió 5.3 puntos y 1.1 rebotes en 14 min de media.
En 2012 firmó por dos años con el BBC Bayreuth. En sus dos años en Bayreuth, ha promediado 7.8 puntos, 1.7 rebotes y 1.4 asistencias en 25.2 min de media.
Tras finalizar su contrato, fichó por el Basketball Löwen Braunschweig, donde en su primera temporada ha promediado 5.7 puntos, 1.7 rebotes y 1 asistencias en 20 min de media.

## Selección nacional
Debutó con la absoluta en 2013, entrando en la preselección para el Eurobasket 2013 en Eslovenia. Jugó 6 amistosos de preparación, pero fue el último corte y no entró en la lista final.